# 奧伊彭-馬爾默迪

奥伊彭-马尔默迪

奧伊彭-馬爾默迪（Eupen-Malmedy），也稱東比利時（德語：Ostbelgien）、东部诸县（德語：Ostkantone），是比利时東部很小的一個以德语为主的地區。它由圍繞奥伊彭、马尔默迪和圣菲特的三個选举及司法县組成，面積約730平方公里。

根據《凡爾賽和約》，奧伊彭-馬爾默迪在第一次世界大戰後成為比利時的一部分。該地區以前是一直是普魯士和德意志帝國的一部分。它在1920年引起爭議的公民投票後被正式吞併，並於1925年成為列日省的一部分。在戰間期，德國民族主義者不斷煽動收復此地，第二次世界大戰中，納粹德國將其吞併。1945年，這片土地重新劃歸比利時。如今其大部分地区（不含马尔默迪与韦姆）組成了比利時三大社群之一的德語社群（另兩個是弗拉芒社群和法語社群）。

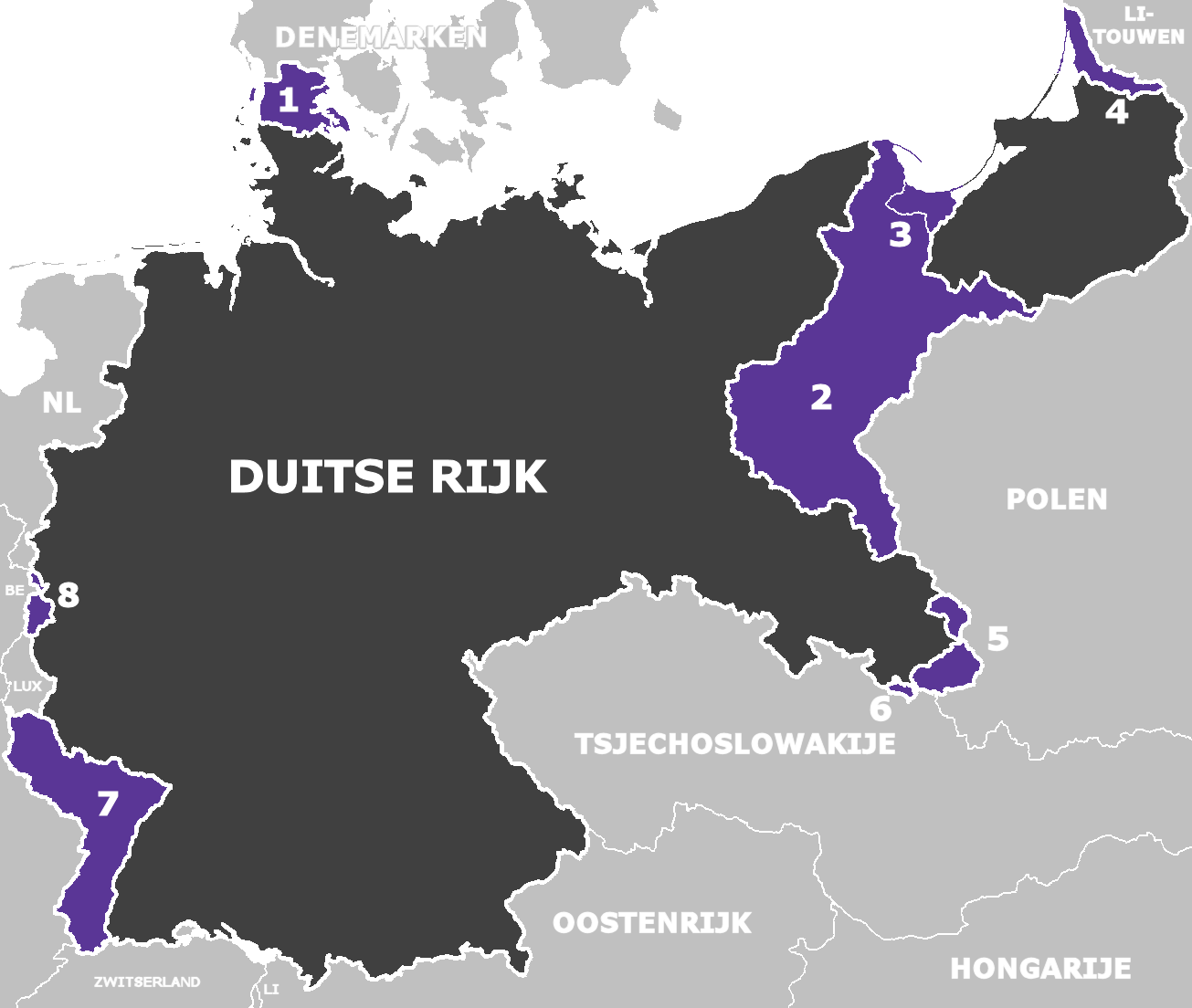
德意志帝國一戰後的損失領土，奧伊彭-馬爾默迪用數字8標註

## 延伸閱讀
- Enssle, Manfred J. . Wiesbaden: Steiner. 1980. ISBN 9783515029599.
- Marks, Sally. . Chapel Hill: University of North Carolina Press. 1981. ISBN 9780807897201.
- O'Connell, Vincent. . The International Journal of Regional and Local Studies. 2011, 7 (1–2): 162–87. S2CID 153820141. doi:10.1179/jrl.2011.7.1-2.162.
- O'Connell, Vincent. . New York: Palgrave Macmillan. 2018. ISBN 978-1-137-59089-3.

## 外部連結
- Wie erfahren die Bewohner der deutschsprachigen Gemeinschaft ihre Identität und das politische Autonomiebestreben? （页面存档备份，存于） (Thesis)
- Homepage （页面存档备份，存于） at the Parlament der Deutschsprachingen Gemeinschaft